# Barbe de Verrue
Barbe de Verrue va ser una trobera francesa del segle xiii segons figura a les llegendàries Poésies de Clotilde, un conjunt de poesies suposadament escrites per Clotilde de Surville al segle xv. En aquest recull de poemes es deia que Barbe era una nena adoptada, i una reeixida cantant qui viatjava cantava les seves pròpies cançons. Va compondre cançons sobre Griseldia, un poema titulat Gallic Orpheus sobre el Gals, i un altre anomenat Aucassin i Nicolette. La seva obra era descrita com animada i alegre, i no necessàriament romàntica. Està immortalitzada com una figura a The Dinner Party de Judy Chicago.